# Psychotria cuspidulata
Psychotria cuspidulata är en måreväxtart som först beskrevs av Kurt Krause, och fick sitt nu gällande namn av Paul Carpenter Standley. Psychotria cuspidulata ingår i släktet Psychotria och familjen måreväxter. Inga underarter finns listade i Catalogue of Life.